# Motivační rozhovor
Motivační rozhovory (z angl. motivational interviewing, MI, dále také MR) představují široce použitelnou metodu terapeutické práce v pomáhajících profesích, vytvořenou původně především pro práci s klienty závislými na alkoholu a cigaretách. Jejími autory jsou William R. Miller a Stephen Rollnick. Metoda vychází především z rogersovského, na klienta orientovaného přístupu. Zahrnuje též některé prvky systemické a kognitivně behaviorální terapie. Při pohledu na situaci klienta metoda využívá model změny vytvořený v osmdesátých letech minulého století Prochaskou a DiClementem, nazývaný také „kolo změny“. Pro metodu motivačních rozhovorů je typické zejména přenesení zodpovědnosti za změnu a udržení změny z pracovníka na klienta, práce s postavením klienta v kole změny a práce na změnách klientova chování. Charakteristickým rysem metody MR je nedirektivní směřování klienta k žádoucím změnám v jeho chování a k zachování těchto změn. Podle autorů metody samotných v sobě postupy a metody motivačních rozhovorů zahrnují principy sociální práce, kognitivních přístupů a motivační psychologie.

## Základní myšlenky metody MR
1. Spolupráce je jedním z klíčových bodů metody MR. Pracovník by se měl umět vyvarovat nadřazené a direktivní role experta, naopak by se měl zaměřit na budování partnerské a přátelské atmosféry během kontaktu s klientem. Tato atmosféra by měla napomáhat ke změně chování a přispívat k ní, nikoliv k ní nutit.
2. Podnětnost v MR znamená, že namísto vnucování vlastních pohledů, „faktů“ a „reality, kterou musí klient přijmout“, se pracovník snaží podněcovat, vyvolávat hledání možných řešení v samotném klientovi. Pracovník by se měl pokoušet o nalezení vnitřní motivace ke změně v klientovi a tuto motivaci vyvolávat a posilovat.
3. Samostatnost v MR znamená, že odpovědnost za změnu chování zůstává z větší části na klientovi. Jde především o projev respektu ke svobodě klienta. Klient je vždy svobodný například i v tom, zda přijde na setkání s pracovníkem nebo ne. Hlavním cílem je zvýšit klientovu vnitřní motivaci tak, že změna bude vycházet od klienta a klient se s ní bude ztotožňovat více, než kdyby mu byla uložena zvenčí. Navíc taková změna bude v souladu s klientovými zastávanými cíli a hodnotami.

## Principy metody MR
1. Vyjadřování empatie. Empatický postoj terapeuta je jednou ze základních charakteristik metody MR. Vychází z terapeutické dovednosti empatie užívané v terapii zaměřené na člověka. Snahou terapeuta je v maximálně možné míře porozumět klientovu vnitřnímu prožívání, jeho náhledům a názorům bez toho, aby je posuzoval a hodnotil. Je však nutné stále si uvědomovat, že přijetí a pochopení neznamená totéž co souhlas nebo schválení. Je možné přijmout a chápat klientův pohled na věc, a přitom s ním není nutno souhlasit. V praxi se pro vyjádření žádoucí míry empatie užívá výraz „octnout se v klientových botách“. Důležitým momentem empatie je schopnost terapeuta dát své vnímání klientova prožívání najevo.
2. Rozvíjení rozporů. Tento princip spočívá na tom, že v empatické atmosféře, kdy člověk otevřeně hovoří o svém prožívání, je nutno najít rozpor mezi jeho současným jednáním a dlouhodobými hodnotami a cíli. Příkladem takového rozporu může být nesoulad mezi současným chováním (pití alkoholu, kouření, špatná životospráva) a klientovými dlouhodobými plány (kariéra, založení rodiny, udržení dobré kondice a zdraví).
3. Využití odporu. Princip využití odporu (také „tanec s odporem“, anglicky roll with resistance) bývá někdy označován jako „psychologické judo“. Důležité je ale připomenout, že při motivačních rozhovorech nejde o vítězství nad klientem, spíše o společné dosažení cíle. Použití tohoto principu by mělo být protipólem situace, kdy na jedné straně je pracovník předkládající argumenty ve prospěch změny a na druhé straně klient vysvětlující, proč změna není možná.
4. Podpora vlastních schopností klienta. Tento princip motivačních rozhovorů vychází z toho, že důvěra ve vlastní schopnosti a přesvědčení klienta o vlastní schopnosti úspěšného splnění úkolu tvoří důležitou složku motivace ke změně. Pokud klient nebude přesvědčen o možnosti úspěšné změny, bude mnohem méně ochoten se do procesů vedoucích ke změně osobně angažovat. Dalším důležitým činitelem tohoto principu je víra, důvěra samotného pracovníka ve schopnost klientovy změny, přístup k této změně jako záležitosti uskutečnitelné a možné. Tento pracovníkův postoj musí být klientovi dáván dostatečně najevo. V případě, že klient tento postoj necítí, jeho schopnost změny se snižuje.

## Proces změny („kolo změny“)
Schéma popisuje změny v prožívání a chování člověka procházejícího procesem rozhodování o změně, práce na změně a na udržení změny. I když je původně sestaveno na základě zkušeností v léčbě závislostí (alkoholových, nikotinových a dalších), dá se aplikovat v podstatě na jakýkoliv proces změny chování člověka. Schéma popisuje fáze procesu změny a nově chápe proces změny jako cyklický proces. Proto je nazýván jako „kruhový model změny“, někdy také „kolo změny“. Proces změny podle Prochasky a DiClementeho obsahuje těchto šest fází: prekontemplace, kontemplace, rozhodnutí, akce, udržování změny, relaps.
Při grafickém znázornění je to obvykle kruh rozdělený na 4–6 částí. Rozpětí je způsobeno tím, že různí autoři různě chápou postavení fáze prekontemplace a relapsu a tyto fáze pak zařazují buď do kruhového schématu, nebo jako fáze mimo kruh. Na samotném popisu těchto fází to však nic nemění. Autoři metody motivačních rozhovorů sami používají schéma s pěti fázemi umístěnými v kruhu a fází prekontemplace mimo kruh.
1. Prekontemplace je fází „před uvažováním“, tedy před uvažováním o změně chování. Typické je, že člověk nevnímá potřebnost změny, není si vědom nutnosti změny chování. Pokud problém pociťuje, vidí jeho příčinu ve svém okolí, nikoliv u sebe samotného. Případný nesoulad ve svém chování a prožívání si dokáže dobře racionalizovat. V problematice závislostí je typické, že člověk své případné problémy nespojuje se svou závislostí, ale vidí jejich příčinu jinde.
2. Kontemplace bývá nazývána fází uvažování, zvažování. Oproti předchozí je člověk schopen alespoň některé své současné problémy spojit se svým současným chováním a jejich řešení se změnou tohoto chování. Člověk tedy v této fázi začíná zvažovat možnost změny svého chování. Stále je přítomno uspokojení závislého z užívání drogy, nicméně se objevují a narůstají pochyby o tom, zda je vhodné pokračovat v užívání i nadále.
3. Rozhodnutí představuje fázi, kdy problémy a negativa současné situace začínají převládat. V tomto stadiu si člověk uvědomuje jejich spojitost se současnou situací a rozhoduje se přistoupit ke změně chování. Právě v této fázi je závislý klient nejvíce přístupný a odhodlaný ke změně.
4. Akce (jednání) nastává ve chvíli, kdy je člověk rozhodnutý ke změně, a spočívá v realizaci změn. Závislý klient tedy v této fázi reálně uskutečňuje kroky vedoucí ke změně stavu (např. odstranění závislosti, zmírnění jejích zdravotních následků…).
5. Udržování je fází, ve které člověk udržuje dosažené změny. V případě člověka s problémem závislosti tedy pozitivní změny v této oblasti (abstinence, bezpečnější užívání). Tato fáze může být vnímána jako složitá a ohrožující, neboť člověk se vrací do běžného života, kde například doposud užíval a které nyní vnímá jako ohrožující pro udržení změny.
6. Relaps nastává, pokud se člověk vrací k původnímu chování, do fáze prekontemplace, v oblasti závislosti tedy obvykle zpět k užívání. Relaps může nastat také během kterékoli předchozí fáze v tomto schématu.